# Agostinho Monteiro
Agostinho de Meneses de Monteiro (Chaves, 20 de julho de 1891 – Rio de Janeiro, 1º de setembro de 1976) é um médico, professor, jornalista, pecuarista e politico brasileiro com base no Pará. Fez carreira política no estado e nesse ínterim chegou ao cargo de vice-governador.

## Dados biográficos
Filho de Casimiro Ferreira Monteiro e Teresa Meneses Monteiro. Formado em Medicina em 1912 na Universidade Federal do Rio de Janeiro, elegeu-se deputado estadual pelo Pará em 1926 e exerceu o mandato até a Revolução de 1930. Então adversário do interventor federal Magalhães Barata, conquistou um mandato de deputado federal em 1934 e assumiu no ano seguinte, mas sua carreira política interrompida em 1937 pela decretação do Estado Novo.
Em sua vida profissional ajudou a instituir a Faculdade de Medicina e Cirurgia do Pará, lecionou na antiga Escola de Agronomia e Veterinária do Pará, foi fundador e presidente do Conselho Federal de Medicina. Como jornalista foi chefe de redação do jornal A Província do Pará e presidente da Rádio Marajoara e por fim ajudou a instituir a Associação Carioca de Avicultores, entidade da qual foi o primeiro presidente.
Encerrada a Era Vargas, ingressou na UDN e encampou uma "dupla candidatura" em 1945: foi vencido na eleição para senador, entretanto conseguiu um novo mandato de deputado federal pelo Pará e assim participou da elaboração da Constituição de 1946. Deixou a legenda ao perder a reeleição para deputado federal e tornou-se conferencista da Escola Superior de Guerra. Reconciliado com Magalhães Barata, perdeu a eleição para senador pelo PSD em 1958. Após a vitória do Regime Militar de 1964 foi eleito vice-governador do estado em sessão da Assembleia Legislativa na chapa de Jarbas Passarinho. Deixou a vida pública ao final do mandato.